# Katolički pogled na umjetnu oplodnju
Katolički pogled na umjetnu oplodnju je službeno protivljenje Katoličke Crkve prema umjetnoj oplodnji. Razlozi protivljenja su eksperimentiranje, zamrzavanje i usmrćivanje ljudskih embrija tijekom postupka te što umjetna oplodnja uspostavlja vlast tehnike nad početkom ljudskog života, umjesto da do začeća dolazi spolnim putem u braku.
Stav Crkve je da ne postoji pravo na dijete pod svaku cijenu, već da postoji pravo djeteta da se rodi kao plod bračnog čina svojih roditelja te pravo da ga se prizna kao osobu od trenutka njegova začeća. Taj život nije ni očev ni majčin, nego život novog ljudskog bića. Smatra se da nikada ne bi postao čovjekom ako to nije od prvog trenutka začeća. Zabranjuje se svaki čin koji dovodi do uništavanja ljudskog embrija.
U enciklici Donum Vitae papa Ivan Pavao II. ističe da ljudski embrij nastao umjetnom oplodnjom ima dostojanstvo kao i odrasla osoba jer je Božje stvorenje. Stoga zaslužuje brigu i pažnju kao i bilo koje drugo ljudsko stvorenje. Crkva se protivi zamrzavanju embrija, eksperimentiranju nad njima ili korištenju u kozmetičke svrhe. Crkva nije protiv djece rođene umjetnom oplodnjom. Zalaže se da svako dijete koje dođe na svijet tim putem bude prihvaćeno s ljubavlju. Papa napominje da sve što je tehnički moguće nije uvijek moralno prihvatljivo. 
Kod heterologne umjetne oplodnje, jajna stanica majke oplodi se spermijima donatora, što obično dovodi do toga da dijete ne pozna oca. Pri tome biološki otac nije u bračnoj vezi s majkom, a najčešće je i stranac. Prema Katoličkoj Crkvi dijete ima pravo da bude začeto spolnim putem u braku, nošeno s ljubavlju u majčinoj utrobi, rođeno i odgajano u krugu bračne zajednice svojih roditelja. Ako se dijete začne kao rezultat tehničkog, medicinskog ili biološkog zahvata time mu se narušavaju prava i dostojanstvo. Papa Ivan Pavao II. smatra da je nedopustivo dolazak djeteta na svijet podvrći kontroli, gospodarenju i tehničkoj uspješnosti.
Izražava se suosjećanje s bračnim parovima koji ne mogu imati djecu i poziva ih se da utjehu pronađu u Bogu i u pomoći potrebnima u društvu na način koji je prikladan za njih.

## Unutarnje poveznice
- Umjetna oplodnja
- Enciklika Donum Vitae
- Enciklika Evangelium Vitae
- Katolički pogled na pobačaj
- Familiaris Consortio